# Brasema rhadinosa
Brasema rhadinosa is een vliesvleugelig insect uit de familie Eupelmidae. De wetenschappelijke naam is voor het eerst geldig gepubliceerd in 1995 door Gibson.